# Kendu Bay
Kendu Bay est le chef-lieu du district de Karachuonyo dans le comté de Homa Bay au Kenya. Il est situé à 40 km au sud-ouest de Kisumu. C'est aussi le nom de la baie du golfe de Winam où elle se trouve.
La municipalité est divisée en quatre sections : Gendia-Awach, Gumba-Jieri, Rambira et Simbi-Kogembo totalisant 8 491 habitants au recensement de 1999 (dont 381 habitants pour Kendu Bay). Toutes font partie de la circonscription électorale de Karachuonyo.